# NGC 125
NGC 125 est une galaxie lenticulaire située dans la constellation des Poissons. NGC 125 a été découverte par l'astronome britannique William Herschel en 1790.

## Caractéristiques
Sa vitesse par rapport au fond diffus cosmologique est de 4 956 ± 26 km/s, ce qui correspond à une distance de Hubble de 73,1 ± 5,1 Mpc (∼238 millions d'al).
Une mesure non basée sur le décalage vers le rouge (redshift) donne une distance d'environ 63,700 Mpc (∼208 millions d'al). Cette valeur est à l'extérieur mais compatible avec les valeurs de la distance de Hubble.